# Qalatga Darband
Koordinaten: 36° 12′ 55″ N, 44° 58′ 46″ O

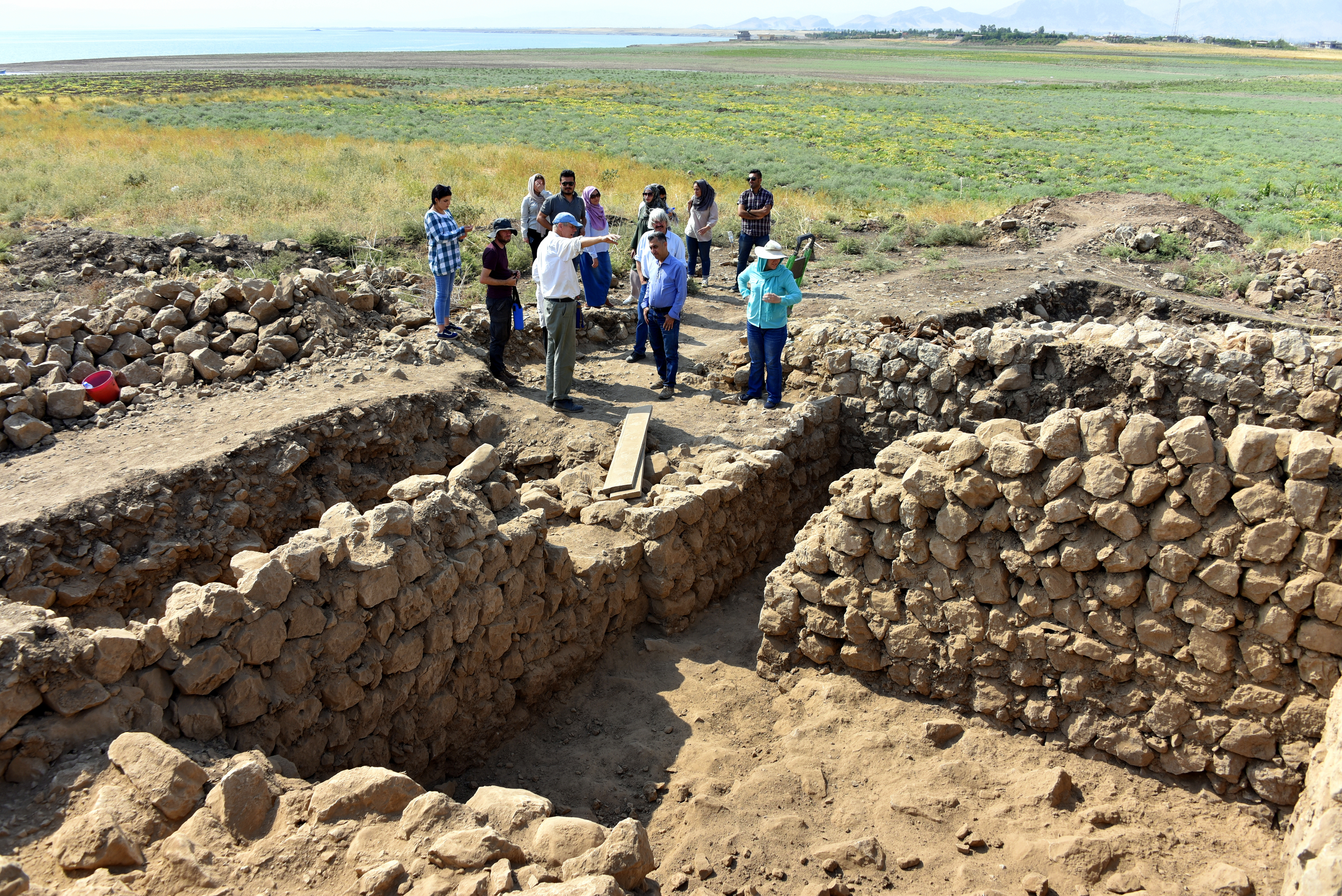
Ausgrabungen in Qalatga Darband mit dem Stausee im Hintergrund (September 2019).

Qalatga Darband (kurdisch für Burg am Gebirgspass) ist eine antike Stadt im irakischen Kurdistan mit Blick auf die Dukan-Talsperre im Gouvernement as-Sulaimaniyya.
Das Gelände der Stätte umfasst mehr als 60 Hektar und liegt an der nordöstlichen Ecke des Stausees. Vor der Stauung des Sees in den 1950er Jahren lag Qalatga Darband auf einer Terrasse am kleinen Zab und somit strategisch günstig am Darband-i-Ranya-Pass, der die Ebene von Ranya im Westen mit der Ebene von Peschdar im Osten verbindet.

## Erforschung
Nach Freigabe von Satellitenfotos der Keyhole-Spionagesatelliten in den 1990er Jahren wurden Forscher auf Aufnahmen vom Februar 1960 auf eine Anomalie bei Darband-i-Ranya aufmerksam. Trotz seiner beachtlichen Größe war die Stätte lange unbeachtet geblieben, obwohl der Ort bereits 1973 erstmals mit Hilfe des kurdischen Forschers Abdul Raqeeb Yusef in den Aufzeichnungen der Generaldirektion für Altertümer in Bagdad registriert wurde. Es war einer der Orte, die 2013 während eines französischen Survey unter der Leitung von Jessica Giraud in der Region vermessen wurden. Im Jahr 2016 wählte das British Museum die Stätte für Ausgrabungen aus, mit denen zugleich irakische Archäologen – von der britischen Regierung gefördert – zu Themen wie dem Schutz archäologischer Stätten ausgebildet werden sollten.
Der Ort wurde in die späthellenistische Zeit oder in die Zeit des Übergangs von der seleukidischen zur parthischen Vorherrschaft datiert. Zwar gibt es auch Siedlungsspuren aus neuassyrischer und sassanidischer Zeit, doch überwiegen die Befunde aus der frühen parthischen Periode ab der Mitte des zweiten bis zum ersten Jahrhundert v. Chr.